# Massospondylus
Massospondylus („delší obratel“) byl rod býložravého sauropodomorfního dinosaura, který žil v období rané (spodní) jury zhruba před 200 až 183 milióny let. Fosilie tohoto dinosaura byly objeveny v americké Arizoně, království Lesotho, Jihoafrické republice, Namibii a v Zimbabwe.

## Popis
Massospondylus byl v dospělosti dlouhý asi 4 až 4,3 metru a vážil zhruba 200 kilogramů (možná ale spíše kolem 510 kilogramů). Holotypem a typovým druhem je exemplář M. carinatus. Do tohoto rodu mohou spadat i taxony jako Gryponyx, Gyposaurus a Hortalotarsus.
Massospondylus měl dlouhý tenký ocas, relativně slabší přední končetiny, sudovité tělo, dlouhý krk a poměrně malou hlavu vzhledem ke svým rozměrům. Pohyboval se po čtyřech, ale pokud se chtěl dostat k výše položené potravě, mohl se postavit na zadní nohy. V roce 1981 se objevila teorie, že Massospondylus byl všežravec. Tuto teorii podporují dlouhé a silné přední zuby, které umožňují trhání masa a ploché zadní zuby umožňující drcení rostlinné potravy. V kosterních pozůstatcích byly také nalezeny gastrolity, které si dinosaurus nejspíše pečlivě vybíral. Sloužily mu k lepšímu a efektivnějšímu zpracování rostlinné hmoty v trávicím traktu. Dnes se zdá být jisté, že tento dinosaurus byl všežravec. Sám se mohl stát kořistí větších dravců, jako byli rauisuchiani nebo krurotarsani, tedy predátoři ze skupiny Crurotarsi.

## Anatomie
V roce 2018 byla publikována studie, porovnávající mozkovny bazálních sauropodomorfů s rodem Massospondylus, a to za pomoci moderní výpočetní tomografie. Dále bylo zjištěno, že v průběhu ontogeneze (individuálního vývoje) se u těchto dinosaurů proměňoval i vzhled jejich vnitřního ucha a ušního labyrintu.
Výzkum velkého množství dochovaných exemplářů massospondyla ukázal, že tento rod vykazoval extrémní růstovou elasticitu (rozmanitost v rychlosti růstu a růstových strategiích). Podle histologických výzkumů dosahovali titio dinosauři dospělosti kolem 15. roku věku a ročně přibírali na váze až 35 kilogramů.

## Nejstarší embrya
V listopadu roku 2010 bylo oznámeno, že byla prozkoumána nejstarší známá dinosauří embrya, stará 190 milionů let. Ta patří právě malým massospondylům o délce kolem 20 cm. Tyto fosilie byly objeveny v Jižní Africe již roku 1976 a jsou významným příspěvkem pro pochopení vývojových zákonitostí u sauropodomorfů.